# Svanesång

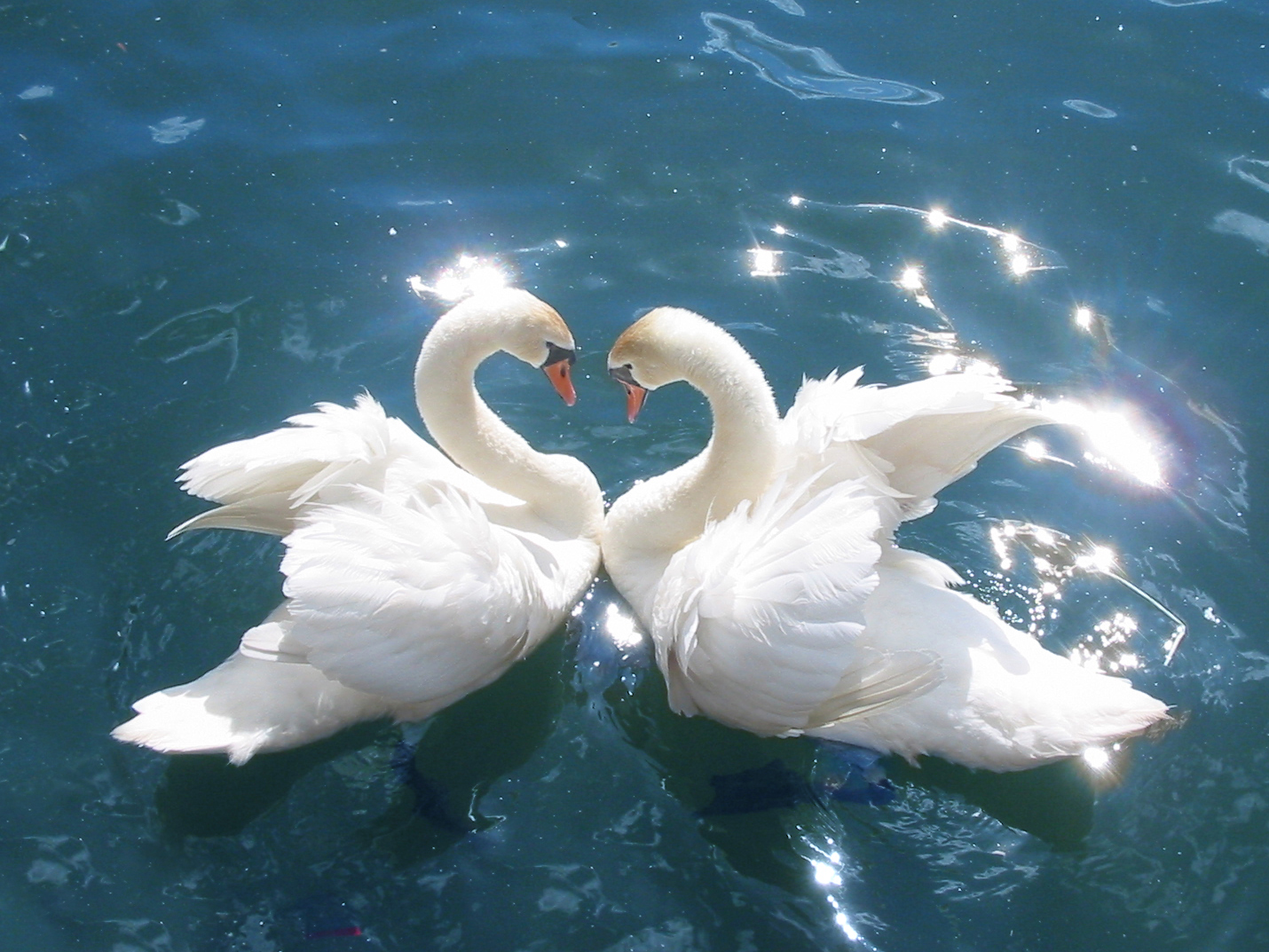
Begreppet svanesång refererar till
en legend om att knölsvanen lever
sitt liv i stumhet, men utbrister i en
oerhört vacker sång innan sitt eget
dödsögonblick.

Svanesång refererar till en mycket gammal föreställning om att knölsvanen (Cygnus olor) är helt stum under hela sitt liv, men att den är kapabel till att sjunga endast en oerhört vacker och hjärtskärande sång precis innan den dör. Dock kände man redan i antiken till att detta var en myt. Exempelvis skrev Plinius den äldre i sin encyklopedi Naturalis Historia från omkring år 77 i bok 10, kapitel 32: olorum morte narratur flebilis cantus, falso, ut arbitror, aliquot experimentis, "observationer visar att historien med den döende svanens sång är felaktig".

## Historik
Trots detta har legenden varit så pass tilltalande att den dykt upp i ett antal konstnärliga verk genom århundraden. Några exempel är Aisopos fabel om "Svanen som misstogs för en gås" som alluderar på denna legend. Ovidius nämner svanesången i sin historia "Historien om Picus och Canens" i sitt samlingsverk Metamorphoses. Andra exempel är Orlando Gibbons i sin madrigal "En silversvan", Geoffrey Chaucer "The Ialous swan", Shakespeares i Köpmannen i Venedig, där Portia deklamerar "Let music sound while he doth make his choice;/Then, if he lose, he makes a swan-like end,/Fading in music.", Alfred Tennyson i sin dikt Den döende svanen och i Dan Anderssons En svanesång från diktsamlingen Kolvaktarens visor från 1915. Ett annat exempel är Carl Michael Bellman, som skaldar i Epistel N:o 1 av Fredmans Epistlar om att 
Hela hjertat i mig klappar;
Bara ingen stopet :||: nappar;
Då gör jag min svane-sång.
I förlängningen har begreppet svanesång blivit ett idiom med innebörden ett sista teatralt eller dramatiskt uppträdande eller vilket sista uppträdande, verk eller prestation som helst. Ett exempel är Franz Schuberts samling av sånger som publicerades 1828, samma år som han dog, och som är kända under namnet Schwanengesang, vilket är tyska för Svanesång. Vanligtvis innebär begreppet att personer känner till att detta blir det sista han eller hon gör och därför gör detta sista uppträdande till en magnifik final. I Anton Tjechovs enaktare  Svanesång (1887) beskrivs en åldrande skådespelare som grubblar över sitt förflutna när han sitter ensam i en nedsläckt teater.